# Trgovište (Novi Grad)
Pour les articles homonymes, voir Trgovište (homonymie).
Trgovište (en serbe cyrillique : Трговиште) est un village de Bosnie-Herzégovine. Il est situé dans la municipalité de Novi Grad et dans la république serbe de Bosnie. Selon les premiers résultats du recensement bosnien de 2013, il compte 278 habitants.

## Démographie

### Évolution historique de la population dans la localité
| 1948 | 1953 | 1961 | 1971 | 1981 | 1991 | 2013 |
| ---- | ---- | ---- | ---- | ---- | ---- | ---- |
| -    | -    | 573  | 502  | 472  | 377  | 278  |

|  |